# Накорчемний В'ячеслав Георгійович
В'ячеслав Георгійович Накорчемний (нар. 30 червня 1968) — український футболіст, нападник та півзахисник.

## Життєпис
Футбольну кар'єру розпочав у 1992 році в складі вінницької «Ниви», зігравши 2 матчі в першому чемпіонаті незалежної України. Паралельно з цим виступав у вінницькому аматорському клубі «Інтеграл». Далі грав в аматорському клубі «Бровари» в першості ААФУ (25 матчів, 1 гол), паралельно виступаючи в футзальній команді «СКІФ-Сілекс». 1994 року грав за «Славутич», а в 1995 році виступав за «Інтер» з Боярки. З 1997 по 1998 рік грав в «Автозапчастині» з Баксана. Професійну футбольну кар'єру завершив у 1998 році в київській «Оболоні», після чого виступав або в аматорських (ФК «Ніжин» та «Альянс» (Київ), або в футзальних командах України (СК «Рудня» та «Нафком» (Каргалик)). З березня по червень 2003 року на «четвертому чемпіонаті з футболу XXI СТОЛІТТЯ», який проходив у Києві, в складі команди «Козирна Карта» став переможцем турніру.